# Martins Eyo
Martins Eyo (ur. 4 stycznia 1956) – nigeryjski piłkarz grający na pozycji napastnika. W swojej karierze grał w reprezentacji Nigerii.

## Kariera klubowa
W swojej karierze piłkarskiej Eyo grał w klubie Julius Berger FC.

## Kariera reprezentacyjna
W 1978 roku Eyo został powołany do reprezentacji Nigerii na Puchar Narodów Afryki 1978. Rozegrał na nim dwa mecze: półfinałowy z Ugandą (2:1), w którym strzelił gola i o. 3 miejsce z Tunezją (2:0). Z Nigerią zajął 3. miejsce w tym turnieju.
W 1980 roku Eyo powołano do kadry na Puchar Narodów Afryki 1980. W tym pucharze wystąpił w jednym meczu grupowym, z Wybrzeżem Kości Słoniowej (0:0). Z Nigerią wywalczył mistrzostwo Afryki.